# Kirschbaumholz
Als Kirschbaumholz oder Kirschholz wird das Holz der Vogel-Kirsche bzw. Süß-Kirsche (Prunus avium) bezeichnet, eines bis zu 25 m hohen Baumes, der in großen Teilen Mitteleuropas bis in die Türkei und den Irak natürlich vorkommt sowie in Nordamerika, Vorderindien und Nordafrika eingebürgert wurde. Es wird vor allem als Furnierholz für den Innenausbau sowie insbesondere als Möbelholz verwendet. Als Brennholz spielt Kirschbaumholz dagegen keine wirtschaftliche Rolle.
Weitere Kirschholzarten stammen von Prunus padus (Gewöhnliche Traubenkirsche) und von Prunus serotina (Spätblühende Traubenkirsche, im Handel als Amerikanischer Kirschbaum oder Black cherry).

## Eigenschaften
Das Splintholz des Kirschbaums ist gelblich-weiß, während das Kernholz eine gelbrötliche bis rotbraune Färbung aufweist, die teilweise von grünen Streifen durchsetzt ist. Splint und Kern setzen sich entsprechend farblich stark voneinander ab. Die Jahresringe sind deutlich erkennbar, die Jahrringgrenzen werden durch mittelgroße, einen deutlichen Ring bildende Poren markiert. Die Farbe kann vor allem durch Lichteinwirkung stark nachdunkeln und einen warmen, hell-goldgelben bis dunkel-rotbraunen Ton annehmen. Durch chemische oder thermische Behandlung (Dämpfen) kann auch ein Farbton erreicht werden, der dem des Mahagoni nahekommt.
Das Holz besitzt eine mittlere Dichte von etwa 600 kg/m³ und stellt damit eine mittelschwere Holzart dar. Es ist mittelhart bis hart mit einer Brinellhärte von 31 N/mm² bei rechtwinkliger Belastung. Die Elastizität ist sehr gut, die Quellung vergleichsweise gering.
Im Trockenen ist Kirschbaumholz sehr gut haltbar, dies trifft vor allem bei der Verwendung im Innenausbau zu. Es lässt sich sehr gut bearbeiten und aufgrund der homogenen Holzstruktur leicht polieren, wobei sehr glatte Oberflächen erreicht werden können. Die Haltbarkeit des Holzes gegenüber Pilzbefall ist mäßig (Dauerhaftigkeitsklasse 3), gegenüber Nagekäferbefall (Anobium spec.) ist das Holz sehr gefährdet.

## Anbau und Verfügbarkeit
Die Vogel-Kirsche wird forstwirtschaftlich nicht als Waldbaum gepflegt. Sie kommt vielmehr vereinzelt im Randbereich von Laubwäldern vor und wird entsprechend extensiv genutzt. Da das Stammholz zu Kernfäule neigt, werden die Bäume etwa im Alter von 70 Jahren geschlagen, das Höchstalter beträgt etwa 100 Jahre.

## Verwendung

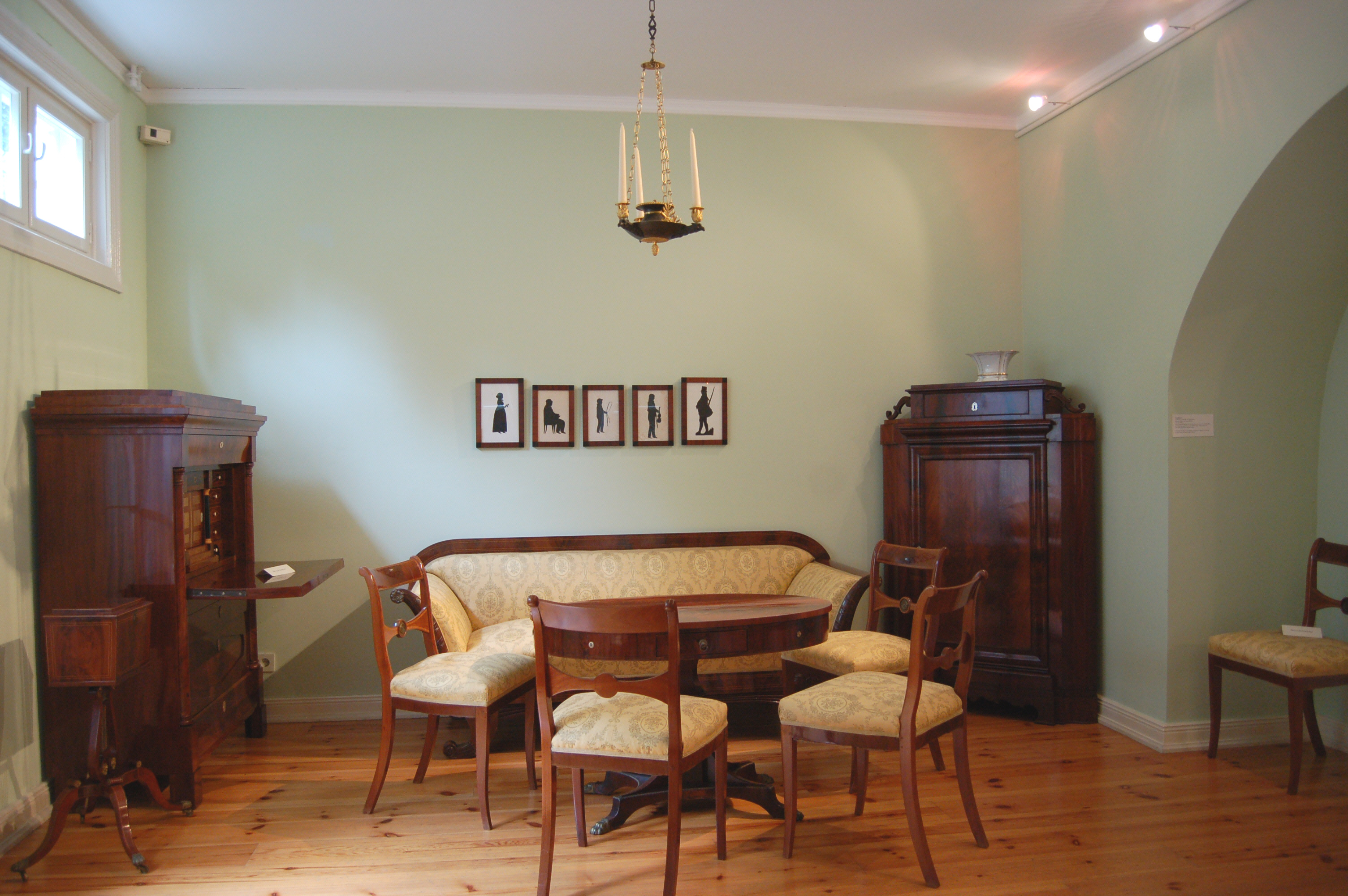
Biedermeiermöbel aus Kirschbaumholz

Das Kirschbaumholz stellt sowohl aktuell wie auch in der Vergangenheit ein wichtiges Edelholz im Möbelbau sowie bei der Herstellung von Furnieren im Innenausbau dar. Vor allem im Möbelbau des Biedermeiers und des Jugendstils war es durch seine warmen Rottöne sehr beliebt. Bis heute dient es zudem vor allem für Wand- und Deckenverkleidungen und Vertäfelungen. Zudem wird es zur Herstellung verschiedener Kleinmöbel und Accessoires verwendet.
Eine Verwendung als Brennholz findet in wirtschaftlichem Maßstab nicht statt, auch wenn einzelne Äste und Verarbeitungsreste im Hausbrand verfeuert werden können.